# فرانك بيكون
فرانك بيكون (بالإنجليزية: Frank Bacon)‏ هو كاتب مسرحي وممثل أمريكي، ولد في 16 يناير 1864، وتوفي في 19 نوفمبر 1922 في شيكاغو في الولايات المتحدة بسبب نوبة قلبية.

## وصلات خارجية
- فرانك بيكون على موقع IMDb (الإنجليزية)
- فرانك بيكون على موقع قاعدة بيانات برودواي على الإنترنت (الإنجليزية)
- فرانك بيكون على موقع ديسكوغز (الإنجليزية)